# Queluz e Belas
Queluz e Belas (oficialmente, União das Freguesias de Queluz e Belas) é uma freguesia portuguesa do município de Sintra, com 24,82 km² de área e 52 414 habitantes (censo de 2021). A sua densidade populacional é 2 111,8 hab./km².
Em 2021 era a oitava freguesia portuguesa em número de residentes.

## História
Foi criada aquando da reorganização administrativa de 2012/2013, resultando da agregação das antigas freguesias de Queluz e Belas.

## Demografia
A população registada nos censos foi:
| Ano  | 0-14 Anos | 15-24 Anos | 25-64 Anos | > 65 Anos |
| 2001 | 8390      | 5959       | 28184      | 6552      |
| 2011 | 9121      | 5760       | 29260      | 8194      |
| 2021 | 7677      | 6376       | 29235      | 9126      |

À data da junção das freguesias, a população registada no censo anterior (2011) foi:
| Freguesia atual                        | Freguesia atual  | Freguesia atual | Freguesias antigas | Freguesias antigas | Freguesias antigas |
| Freguesia                              | População (2011) | Área (km²)      | Freguesia          | População (2011)   | Área (km²)         |
| -------------------------------------- | ---------------- | --------------- | ------------------ | ------------------ | ------------------ |
| União das Freguesias de Queluz e Belas | 52 337           | 24,82           | Queluz             | 26 248             | 2,93               |
| União das Freguesias de Queluz e Belas | 52 337           | 24,82           | Belas              | 26 089             | 21,89              |